# إدي جيلارد
إدي جيلارد (بالإنجليزية: Eddie Gaillard)‏ هو لاعب كرة قاعدة أمريكي، ولد في 13 أغسطس 1970 في كامدن في الولايات المتحدة.

## وصلات خارجية
- إدي جيلارد على موقع الدوري الياباني لكرة القاعدة (الإنجليزية)
- إدي جيلارد على موقعبيزبول رفرنس.كوم (الدوري الرئيسي) (الإنجليزية)
- إدي جيلارد على موقع مشجعي الرسوم البيانية (الإنجليزية)